# Hoge Orde van de Onafhankelijkheid

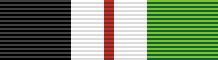
Lint van de Hoge Orde van de Onafhankelijkheid

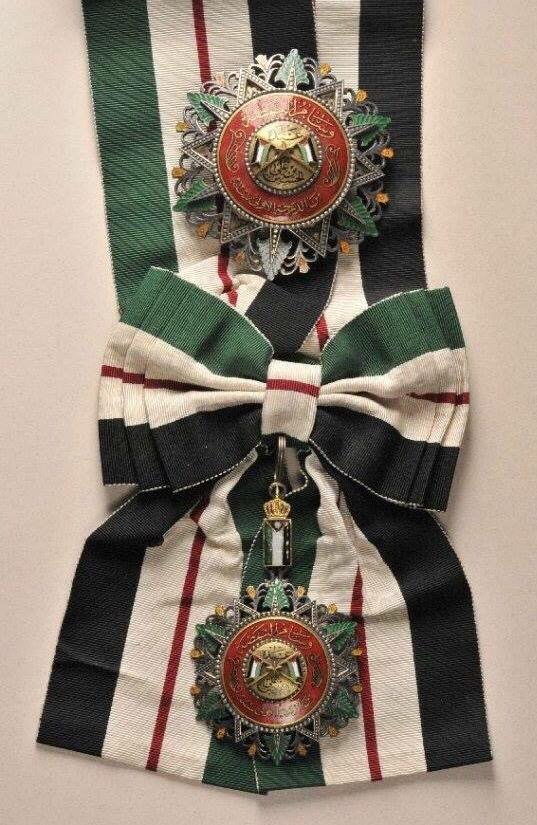
Grootlint van de Hoge Orde van de Onafhankelijkheid

De Hoge Orde van de Onafhankelijkheid, in het Arabisch: "Wisam an-Nahada" genoemd, werd in 1917 door Koning of "Emir" Hoessein ibn Ali van de Hedjaz gesticht. De orde werd na 1925 door Koning Abdoellah I van Transjordanië van zijn oudere broer 'Hoessein ibn Ali overgenomen en is daarmee de oudste van de Jordaanse ridderorden. In 1925 werd de naam van de orde voorzien van het prefix "Hoge".
De aanleiding tot het stichten van een orde was de opstand van de Arabische stammen na eeuwenlang bestuur van het Arabische schiereiland door de Turkse sultans.
De orde kreeg de gebruikelijke vijf graden en wordt voor burgerlijke en militaire verdienste toegekend. De eerste graad, Grootlint, wordt ook met een met briljanten ingezette ster verleend en dan "Mourassa al Wisam an-Nahada" genoemd. Men verleende de orde tot 1925 vooral voor verdiensten in de onafhankelijkheidsstrijd maar na 1925 werd de orde een onderscheiding voor burgerlijke en militaire verdienste.
De graden van de orde
- Grootlint met briljanten.

De Grootlinten dragen het lint van de orde over hun rechterschouder en het kleinood op hun linkerheup. Op de linkerborst dragen zij een ster. Deze graad is voor staatshoofden gereserveerd.
- Grootlint

De Grootlinten dragen het lint van de orde over hun rechterschouder en het kleinood op hun linkerheup. Op de linkerborst dragen zij een ster.
- Grootofficier

De Grootofficieren dragen een kleinood 45 millimeter doorsnede aan een lint om de hals. Op de linkerborst dragen zij een ster.
- Commandeur

De Commandeurs dragen hetzelfde kleinood aan een lint om de hals.
- Lid der Vierde Klasse

Zij dragen hetzelfde kleinood aan een smal lint op de linkerborst.
Aan de orde is een zilveren medaille verbonden.

## De versierselen van de orde
De oudste Jordaanse orden zijn op de Turkse voorbeelden geënt, de jongere orden lijken qua vorm op de Britse onderscheidingen. De kleinoden hebben de vorm van sterren omdat kruisen in een islamitisch land niet gepast zouden zijn.
Het kleinood is een zeer rijkversierde zespuntige zilveren ster met groen email en zonder dat een punt naar beneden gericht met daarop een donkerrood medaillon met in zwart Arabisch schrift het jaartal "1334", de naam "Wisam an-Nahada" en de in een cijfer uitgedrukte graad van lidmaatschap binnen de orde. Op dit rode medaillon is een tweede, gouden, medaillon geplaatst met twee Jordaanse vlaggen, de vlag van de opstand van 1917, en de tekst "Zijn dienaar Al-Hoessein ibn Ali" in sierlijke zwarte letters. Tussen de zes punten is een groen blad met een gele bloemknop aangebracht.
Als verhoging wordt een kleine gouden kroon met rode voering met twee gekruiste Jordaanse vlaggen aangebracht.
De ster van de Grootlinten en Grootofficieren is gelijk aan het kleinood en 95 millimeter in doorsnede maar mist de verhoging. De zeer luxueuze en kostbare versierselen werden door de juweliers Bichay in Caïro en de Britse hofjuweliers Mrs. Garards in Londen vervaardigd.
Het lint was tot 1952 zwart, groen met een smalle rode streep en wit. De kleuren van de stam van Abassi, de profeet Mohammed, Hashimi (afstammend van die profeet) en Amawi.
Nu is het lint zwart, wit en groen met een rode streep op het witte vlak.

## Decoranti
- Farah Diba, (Grootlint met Briljanten)